# Морчи
Морчи — село в Джейрахском районе Республики Ингушетия. Административно входит в состав сельского поселения Ляжги. На территории поселения имеется архитектурный комплекс, представленный множеством исторических объектов уникальной ингушской архитектуры: три боевые башни (вӀов), одна полубоевая башня и девять жилых башен (гӀала), а также один мавзолей и одно святилище — «Морч-Сели». В настоящее время данные объекты и вся территория поселения входят в Джейрахско-Ассинский государственный историко-архитектурный и природный музей-заповедник и находятся под охраной государства.

## География
Село расположено в южной части республики на расстоянии примерно в 6 километрах по прямой к востоку от районного центра Джейраха.
Часовой пояс
Село Морчи как и вся Ингушетия, находится в часовой зоне МСК (московское время). Смещение применяемого времени относительно UTC составляет +3:00.

## История
Некоторые объекты архитектуры на территории поселения, в том числе культовый объект — храм Морч-Сели, ингушским исследователем датированы XV—XVI вв.
В 1931 году украинский путешественник и исследователь писал:
Но из памятников старины, что сбереглось здесь не мало, видно, насколько ингуши талантливые и одарены умением. Эти люди, ничего не знающие в азбуке, в то время, когда Москва ещё была селом, уже строили на скалах высокие каменные башни в 26 и больше метров высотой. Можно сказать, что первые небоскрёбы появились не в Америке, а здесь, в Кавказских горах. В ауле Морче сохранилась огромная боевая башня c незаконченной пирамидальной крышей. Говорят, что, когда мастер ставил последний камень на крыше, его сбросила «кодола машин» c невероятной высоты. Крыша так и осталась незаконченной. Этот пересказ свидетельствует, что, строя башни, ингуши использовали механизированные машины.

Оригинальный текст (укр.)Але з пам’ятников старовини, що iх збереглося тут чимало, видно, наскiльки iнгушi талановитi й обдарованi хистом. Цi люди, нiчoго не тямивши про азбетку, в той час, коли Москва ще була селом, уже будували на прискалках високi кам’янi вежi в 26 i бiльше метрiв заввишки. Можна сказатi, що першi хмарочоси з’явилися не в Америцi, а тут, у Кавказьких горах. В аулi Морче збереглась величезна бойова вежа з незакiнченим пiрамiдальним дахом. Переказють, що, коли майстер ставив останнiй камiнь на даху, його скинула кодола машини из безмiрної висоти. Дах так и зостався незакiнчений. Цей переказ свiдчить, що, будуючи вежi, iнгушi вживали механiзованої працi.

## Население
| 1926 | 2010 |
| ---- | ---- |
| 17   | ↘0   |